# Aldo Sacco
Aldo Sacco (San Severo, 5 agosto 1922 – ...) è stato un calciatore italiano, di ruolo attaccante.

## Caratteristiche tecniche
Giocò nel ruolo di ala destra.

## Carriera
Giocò in Serie A con la Triestina.